# 王昭君

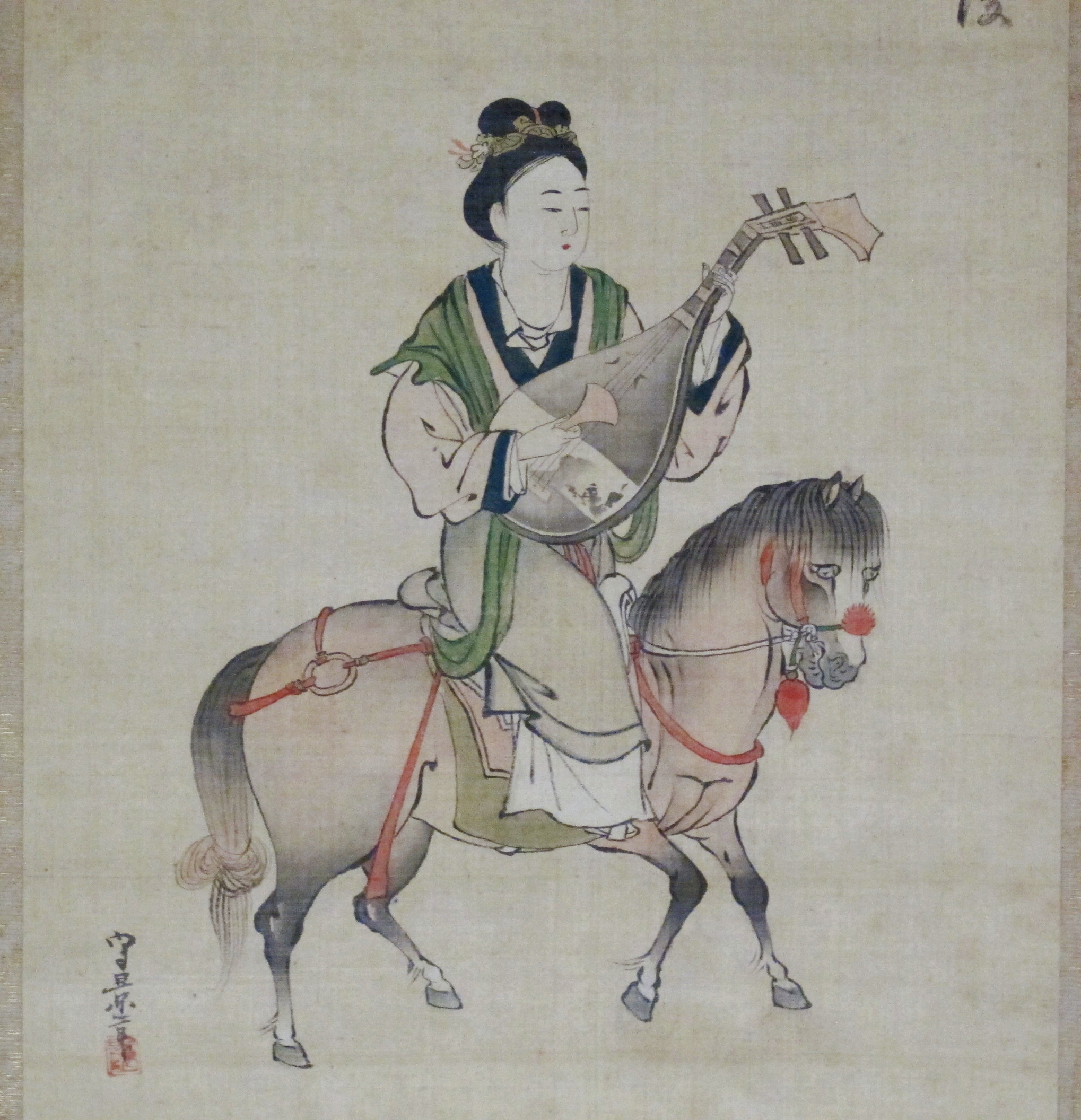
王昭君图，江戶時代久隈守景绘，东京国立博物馆藏

王昭君（前51年—前15年），名嬙，字昭君，以字行，西漢南郡秭歸（今湖北省興山縣）人，漢元帝時期的宮女、和親女性，古代四大美人之一。「畫工棄市」記載她的生平典故。晋朝时为避司马昭讳，因称王昭君为明妃。

## 生平
漢甘露三年（前51年），出生於南郡秭歸縣的一個山村，父親名王襄。這年匈奴呼韓邪單于親自前來長安朝見漢帝，成為第一位到漢廷朝見的單于。
建昭元年（前38年），以民間女子（“良家子”）身份被選入宮，成為了一名宮女。傳說稱畫工毛延壽趁機勒索宮女，宮女們為了自己能被皇帝選中，送給毛延壽很多錢財，雖然她相貌出眾，但因品格高尚，毛延壽得不到賄賂，便故意醜化她。
竟寧元年（西元前33年）正月，呼韓邪單于來朝，要求娶漢人為妻，昭君因“入宫数岁，不得见御，积悲怨”，于是自请“掖庭令求行”。漢元帝將她賜給了呼韓邪單于。單于非常高興，上書表示願意永保邊境安寧。後封其「甯胡閼氏」，育有一子，名伊屠智牙師，後為右日逐王。
建始二年（前31年），呼韓邪單于去世，昭君欲歸漢，漢成帝命其從胡俗，再嫁呼韓邪單于的兒子復株絫若鞮單于（呼韓邪單于另一位妻子呼衍王小女兒的長子）。育有二女，長女為須卜居次，次女為當于居次。
鴻嘉元年（前20年），復株絫若鞮單于逝世，由同母弟且糜胥（搜諧若鞮單于）繼任單于。
永始二年（前15年），昭君仙逝，葬於青塚（現內蒙古呼和浩特城南）。
元始二年（2年），王莽掌握漢廷朝政，經以王太后名義，賞賜烏珠留若鞮單于，令其送昭君長女須卜居次返回長安，進宮服侍王太后。
初始元年（8年），王莽奪取政權，建立新朝。次年更換單于璽，改授新匈奴單于章，匈奴因而遣將兵眾萬騎屯兵塞下，匈奴與新朝將啟爭端。天鳳元年（14年），須卜居次夫婦勸單于議和，新朝派昭君侄王歙為和親侯。二年，議和成立，莽改匈奴為恭奴，單于稱為「善于」，賜以印綬。

## 作品
或有傳世作品《報漢元帝書》、《怨詞》：
報漢元帝書
臣妾幸得備身禁臠，謂身依日月，死有餘芳。而失意丹青，遠竄異域，誠得捐軀報主，何敢自憐？獨惜國家黜涉，移於賤工，南望漢關徒增愴結耳。有父有弟，惟陛下幸少憐之。
怨詞
秋木萋萋，其葉萎黃，有鳥處山，集于苞桑。養育毛羽，形容生光，既得行雲，上游曲房。

離宮絕曠，身體摧藏，志念沒沉，不得頡頏。雖得委禽，心有徊惶，我獨伊何，來往變常。

翩翩之燕，遠集西羌，高山峨峨，河水泱泱。父兮母兮，進阻且長，嗚呼哀哉！憂心惻傷。

## 影響
西漢到元帝，國勢已日趨轉弱，因而漢匈得以維持了友善信賴關係，於昭君出塞後的數十年間，是由於和親提供的生養契機。呼韓邪單于結束了匈奴多年的戰亂，並尋求附和漢廷，也學習漢人的典章制度，對於雙方交流建立良好的基礎。昭君对加强汉与匈奴和好关系，使呼韩邪后裔长期亲汉作出一定贡献。所以後代詩人趙介認為昭君出塞的功績，不輸于名將衛青霍去病。昭君和親，於民族間團結和諧的促進，作出偉大的貢獻。昭君出塞的故事成为后来诗词、戏曲、小说、说唱等的流行题材。

## 題詠

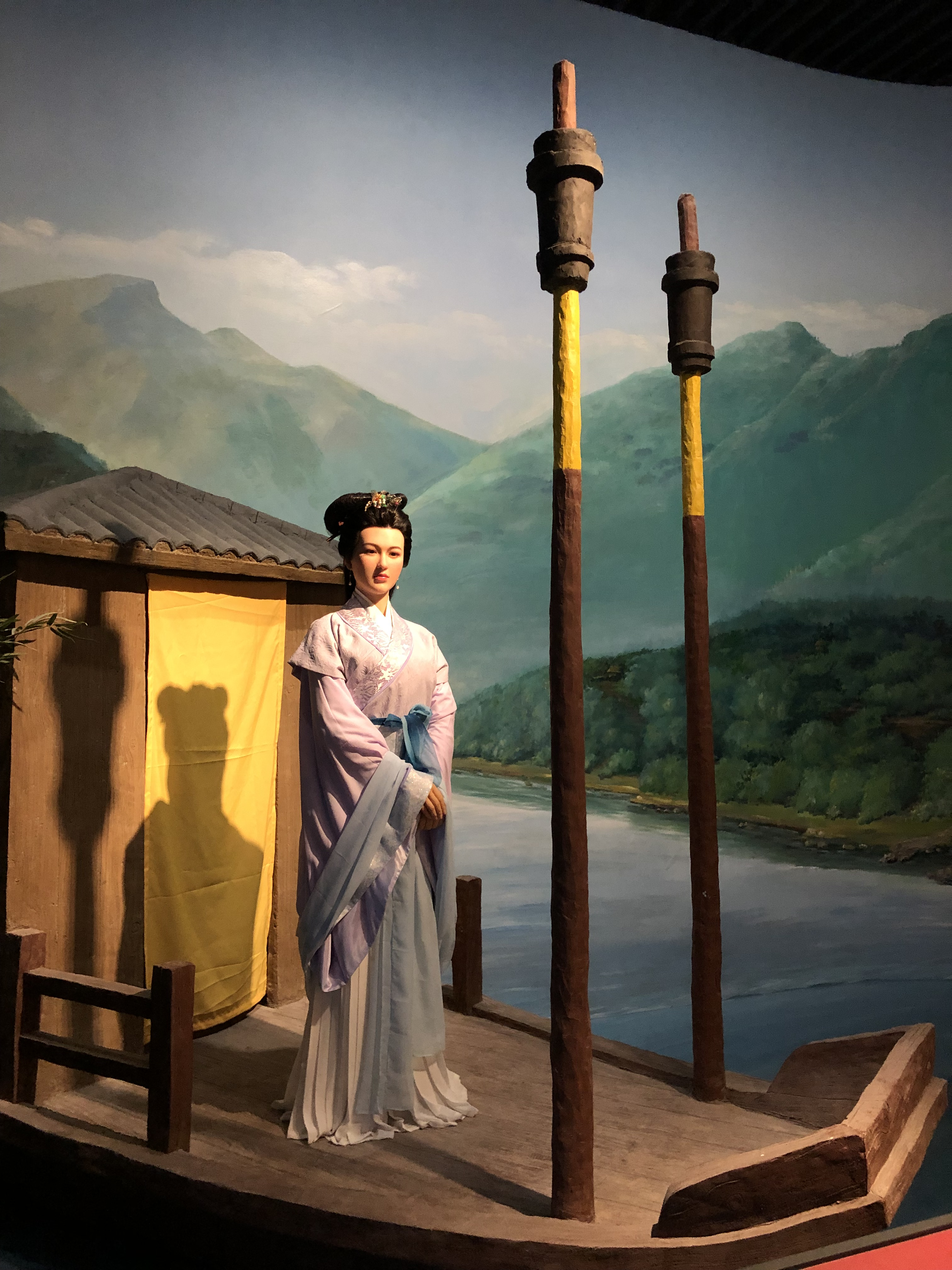
宜昌市博物馆王昭君蜡像

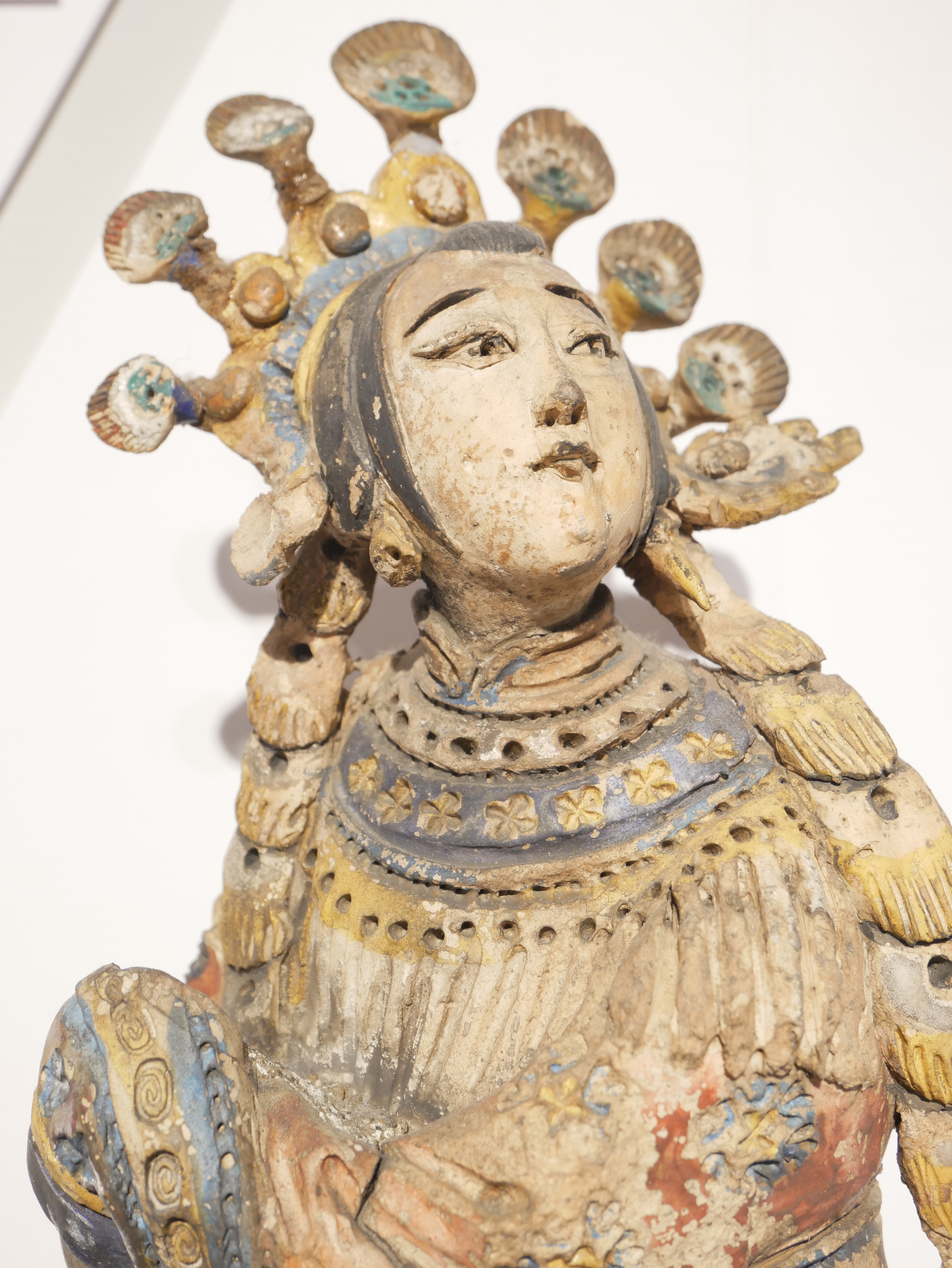
交趾陶王昭君像

「昭君出塞」，使漢匈奴免於邊境爭端，對加強彼此的友好關係作出了重要的貢獻。王昭君的題材成為古今許多文學作品的素材，詩題就有上千首傳世。
昭君鏡（漢・周仲）

漢召單于匈奴臣，

名王歸義四夷民，

兵革不用中國安。

孟春正月更元年，

胡王陛見賜貴人。

後宮列女王昭君，

隱匿不見坐家貧，

待詔未見有天伸。

長䟔受詔應最先，

倍去中國事胡人。

昭君辭（南北朝・沈約）

朝發披香殿，夕濟汾陰河。

於茲懷九逝，自此斂雙蛾。

沾妝疑湛露，繞臆狀流波。

日見奔沙起，稍覺轉蓬多。

胡風犯肌骨，非直傷綺羅。

銜涕試南望，關山鬱嵯峨。

始作陽春曲，終成苦寒歌。

惟有三五夜，明月暫經過。

昭君怨（南北朝・何遜）

昔聞白鶴弄，已自軫離情。

今來昭君曲，還悲秋草生。

王昭君（南北朝・庾信）

拭啼辭戚裏，回顧望昭陽。

鏡失菱花影，釵除卻月梁。

圍腰無一尺，垂淚有千行。

綠衫承馬汗，紅袖拂秋霜。

別曲真多恨，哀弦須更張。

昭君辭（隋・薛道衡）　　

我本良家子，充選入椒庭。

不蒙女史進，更失畫師情。

蛾眉非本質，蟬鬢改真形。

專由妾命薄，誤使君恩輕。

啼沾渭橋路，歎別長安城。

夜依寒草宿，朝逐轉蓬征。

卻望關山迥，前瞻沙漠平。

胡風帶秋月，嘶馬雜笳聲。

毛裘易羅綺，氈帳代金屏。

自知蓮臉歇，羞看菱鏡明。

釵落終應棄，髻解不須縈。

何用單于重，詎假閼氏名。

駃騠聊強食，筒酒未能傾。

心隨故鄉斷，愁逐塞雲生。

漢宮如有憶，為視旄頭星。

詠懷古跡五首之三(唐・杜甫)　 

群山萬壑赴荊門，生長明妃尚有村。

一去紫台連朔漠，獨留青塚向黃昏。 

畫圖省識春風面，環佩空歸月夜魂。

千載琵琶作胡語，分明怨恨曲中論。

過昭君村（唐・白居易）

靈珠產無種，彩雲出無根。

亦如彼姝子，生此遐陋村。

至麗物難掩，遽選入君門。

獨美衆所嫉，終棄出塞垣。

唯此希代色，豈無一顧恩。

事排勢須去，不得由至尊。

白黑既可變，丹青何足論。

竟埋代北骨，不返巴東魂。

慘澹晚雲水，依稀舊鄉園。

妍姿化已久，但有村名存。

村中有遺老，指點爲我言。

不敢往者戒，恐貽來者冤。

至今村女面，燒灼成瘢痕。

昭君怨（宋・鄭樵）

長謝椒房草，終爲薄命身。

那教蘭蕙質，翻與雪霜親。

臉膩勻脂淺，粧殘促恨顰。

故知關北夜，無分漢南春。

紅淚殘胡月，輕衣半洛塵。

琵琶淒切語，愁殺路傍人。

明妃曲二首 (宋・王安石)

其一

明妃初出漢宮時，淚溼春風鬢腳垂。

低徊顧影無顏色，尚得君王不自持。

歸來卻怪丹青手，入眼平生幾曾有；

意態由來畫不成，當時枉殺毛延壽。

一去心知更不歸，可憐着盡漢宮衣；

寄聲欲問塞南事，只有年年鴻雁飛。

家人萬里傳消息，好在氈城莫相憶；

君不見咫尺長門閉阿嬌，人生失意無南北。

其二

明妃初嫁與胡兒，氈車百輛皆胡姬。

含情慾語獨無處，傳與琵琶心自知。

黃金杆撥春風手，彈看飛鴻勸胡酒。

漢宮侍女暗垂淚，沙上行人卻回首。

漢恩自淺胡恩深，人生樂在相知心。

可憐青冢已蕪沒，尚有哀弦留至今。

王昭君歌（明・李昱）　　

眀妃漢家人，自小生金屋。

金屋花連春晝長，東風養得顏如玉。

一身願作陽臺雲，琥珀枕邊常夢君。

誰知閒門跬歩地，年年草色生羅裙。

邊城昨夜悲笳起，單於求親漢天子。

黃金不買毛延壽，翻作無鹽畵圖裏。

畵圖妾貌兩不同，玉鞭催上浮雲騘。

畵官喜舞天子惜，臂上猶存紅守宮。

愁雲茫茫天萬里，白草離離塞煙紫。

囘首長安何處家，琵琶聲中淚如水。

單于髮黃雙眼青，嗢咿遣譯通丁寧。

氈廬寒月射秋夢，安得風吹歸漢庭。

妾身不惜安邉計，婦人豈足揚兵氣。

單于那知甥舅恩，貔貅百萬能無媿。

明妃塚前青草肥，宮衣化作彩雲飛。

生無羽翼度關塞，死後魂隨秋鴈歸。

明妃怨 （清・徐昭華)

一別深宮出塞垣，黃沙陣陣撲金鞍。

于闐不見花堪採，隴水由來淚未乾。

寒風萬里吹淅瀝，欲掃蛾眉恨無力。

環珮空教入夢魂，臙脂久巳無顏色。

試聽琵琶絃上聲，分明都是別離情。

漢官窈窕何所見，惟有塞垣寒月明。

冰連野窖鳥啼歇，月照長城馬嘶絕。

更闌蘆菅暗吹來，不落梅花落寒雪。

故苑舂花陸續生，春風吹不到龍庭。

燕山萬里黃雲暗，惟有明妃墓草青。 

昭君 （清・葛宜)

匹馬辭金闕，衝寒拂玉鞭。

蛾眉邊月苦，翠袖朔風堅。

書斷還窺雁，愁深罷撥絃。

誰言明鏡裏，猶是漢宮年。

五美吟·明妃 （清・曹雪芹）

绝艳惊人出汉宫，

红颜命薄古今同。

君王纵使轻颜色，

予夺权何畀画工？

## 紀念

### 設館

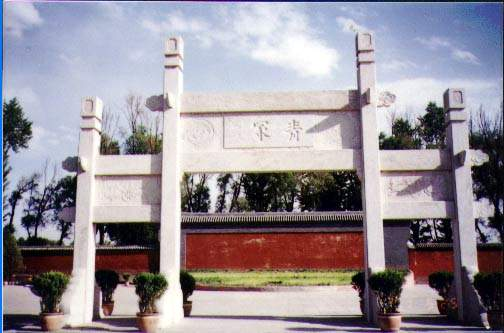
王昭君之墓“青冢”

- 1983年，於故里湖北省興山縣設立昭君紀念館，王昭君高二點八米的漢白玉雕像豎立於館中心，館內並陳列「香溪孕秀、別鄉進宮、漢宮幽怨、請行和親、塞外流芳、昭君千秋」等六個展示區。
- 內蒙古昭君墓，座落於呼和浩特市南郊大黑河南岸，墓體狀如覆鬥，高達33米，底面積約13000平方米，墓前雕有聯轡而行的雙騎塑像。

### 祭祀

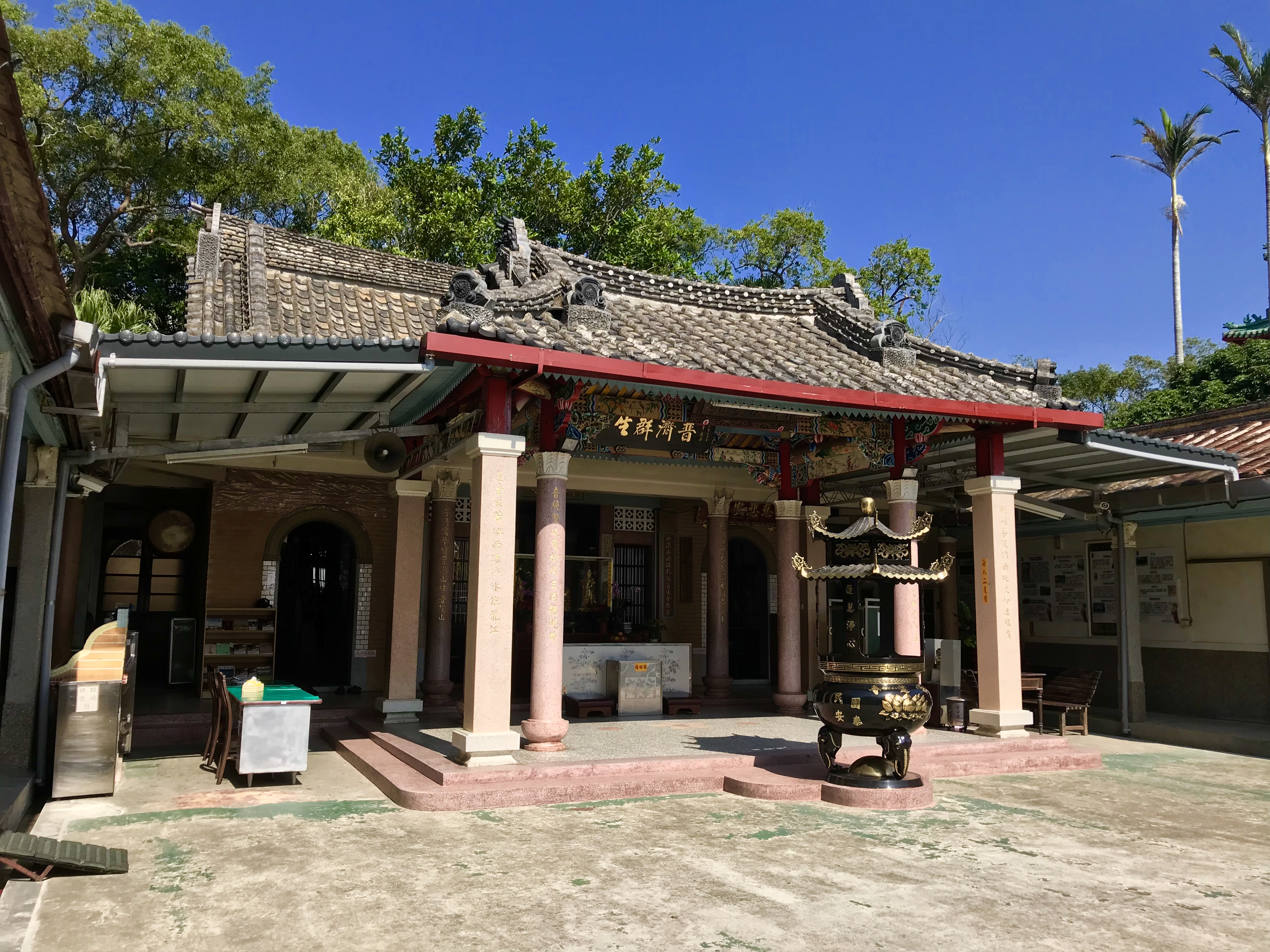
新蓮寺

- 臺灣苗栗縣後龍鎮的新蓮寺可能是台灣唯一供奉王昭君的廟宇，管理委員會主委余文秀說，先民當初在苗栗縣後龍地區開墾時族群激鬥，先民根據「昭君和親」的歷史，請來昭君娘娘供奉，祈求和平相處。[13][14][15]

## 文化作品中的王昭君
（按：由于数量众多，故仅列出重要/知名作品；欢迎补充。）

### 戲曲
- 《漢宮秋雜劇》（元·馬致遠）
- 《王昭君出塞和戎記》
- 《吊琵琶》
- 《王昭君》劇本（曹禺）
- 《三個叛逆的女性》《王昭君》劇本（郭沫若）
- 《昭君.丹青怨》劇本（民國.蔡欣欣）

### 遊戲
- 騰訊MOBA手遊《王者榮耀》

### 影視
| 影視作品                                                   | 飾演王昭君的演員 |
| 香港邵氏兄弟1964年黃梅調電影《王昭君》：靜婷幕後代唱。     | 林黛             |
| 香港亞洲電視1984年電視劇《王昭君》：監製王心慰             | 魏秋樺           |
| 内蒙古电视台、湖北电视台1987年电视剧《王昭君》             | 黄虹             |
| 台灣中國電視公司1988年八點檔電視劇《王昭君》               | 宋陵             |
| 中國中央電視台2006年電視劇《昭君出塞》                     | 李彩華           |
| 中國中央電視台、中視傳媒等联合製作的2007年電視劇《王昭君》 | 楊冪             |

### 音樂
- 1946年，梁萍的漢語歌曲《王昭君》、《昭君怨》；1973年楊燕的国语版歌曲《王昭君》与丽莎的粤语版歌曲《王昭君》，多次在漢文化圈被翻唱，紅線女首本名曲《昭君出塞》

### 歌舞剧
舞剧《昭君出塞》：中国歌剧舞剧院出品
歌舞劇《大畫昭君～觀落雁》：全民大劇團出品

### 樂曲
- 李芳园所编的《塞上曲》。分为《宫苑思春》、《昭君怨》、《湘妃滴泪》、《妆台秋思》（又称 《傍妆台》）和《思汉》，总称为《塞上曲》。[16][17]
- 古琴曲〈龍朔操〉（又名〈昭君怨〉）[18][19]
- 广东音乐《昭君怨》

## 文獻
- 《漢書》(卷九·元帝紀、卷九十四·匈奴傳)，班固著。
- 《後漢書》(卷八十九·南匈奴傳)，范曄著。
- 《資治通鑒》(卷二十九——卷三十一、卷三十五)，司馬光等著。
- 《琴操》(怨曠思惟歌)，蔡邕著。
- 《西京雜記》(卷二)，葛洪編。
- 《世說新語》(賢媛·第十九)，劉義慶撰。

## 連結
- 《后汉书》卷八十九 南匈奴列传 （页面存档备份，存于）
- 昭君文化节

## 参見
- 中國移民史、異族通婚
- 和亲：文成公主
- 中国历代和亲公主列表